# Vilhelm Nielsen (fodboldspiller)
 For alternative betydninger, se Vilhelm Nielsen. (Se også artikler, som begynder med Vilhelm Nielsen)
Wilhelm Emil Nielsen (født 2. december 1899 i København, død 5. januar 1986 på Frederiksberg i København) var en dansk fodboldspiller.
Nielsen spillede på det KB-hold, som vandt det danske mesterskab 1925 og 1932.
Han spillede en landskamp for Danmark, det var mod på Finland på Århus Stadion 1925. Samme dag afviklede Københavns Boldspil-Union kampe i sin pokalturnering: B.1903-B.93 og AB-KFUM, hvorfor ingen spillere fra disse klubber blev udtaget.